# How Long, How Long Blues
How Long, How Long Blues (auch bekannt als How Long Blues oder How Long How Long) ist ein Blues-Standard von Leroy Carr, der 1928 vom US-amerikanischen Duo Leroy Carr und Scrapper Blackwell aufgenommen wurde. 1988 wurde der Song in die Blues Hall of Fame aufgenommen und erhielt 2012 den Grammy Hall of Fame Award.

## Geschichte
Am 19. Juni 1928 nahmen Leroy Carr, der sang und Klavier spielte, und der Gitarrist Scrapper Blackwell das Lied in Indianapolis, Indiana, für Vocalion Records auf, kurz nachdem sie begonnen hatten, gemeinsam aufzutreten. Carr wird der Text und die Musik für das Lied zugeschrieben. How Long, How Long Blues basiert auf dem Titel How Long Daddy, How Long, der 1925 von Ida Cox mit Papa Charlie Jackson aufgenommen wurde.
Die Lieder von Carr und Blackwell spiegelten einen urbaneren und anspruchsvolleren Blues wider, im Gegensatz zur Musik der ländlichen Bluesmusiker dieser Zeit. How Long, How Long Blues war Carrs und Blackwells größter Hit. Anschließend nahmen sie fünf weitere Versionen des Liedes auf mit den Titeln How Long, How Long Blues, Part 2, How Long, How Long Blues, Part 3, The New How Long, How Long Blues, New How Long, How Long Blues, Part 2 und How Long Has That Evening Train Been Gone. Es gibt teils beträchtliche Variationen im Liedtext.

## Nachwirkung
How Long, How Long Blues wurde zu einem frühen Blues-Standard, der Hunderte späterer Kompositionen inspirierte, darunter Sitting on Top of the World der Mississippi Sheiks und Come On in My Kitchen von Robert Johnson.
1988 wurde Carrs How Long, How Long Blues in die Blues Hall of Fame der Blues Foundation aufgenommen. Der Blues-Historiker Jim O’Neal kommentierte: „How Long, How Long Blues war ein Riesenhit in der Vorkriegs-Blues-Ära, ein Song, den jeder Blues-Sänger und -Pianist kennen musste, und der fortwährend Dutzende von Coverversionen inspirierte.“ 2012 erhielt der Song den Grammy Hall of Fame Award, der Aufnahmen von dauerhafter qualitativer oder historischer Bedeutung würdigt.
Zu den vielen Musikern, die Coverversionen des Songs spielten und aufnahmen, gehören Tampa Red, Skip James, Count Basie/Jimmy Rushing, Coleman Hawkins, Big Joe Turner, Ray Charles, Dinah Washington, Ella Fitzgerald, Lou Rawls, B. B. King, John Lee Hooker, Eric Clapton, Hot Tuna und etliche mehr.